# Górnik Zabrze w sezonie 1966/1967
Sezon 1966/1967 był 19. sezonem w historii klubu i 12. z kolei na najwyższym poziomie rozgrywek ligowych. Górnik zakończył rozgrywki I ligi na pierwszym miejscu zdobywając po raz ósmy w historii tytuł Mistrza Polski w piłce nożnej (piąty z rzędu). Rozgrywki Pucharu Polski rozpoczął od 1/16 finału przegrywając w pierwszym meczu i odpadając z rozgrywek. Jako Mistrz Polski w sezonie 1965/1966 uczestniczył w rozgrywkach Pucharu Europy Mistrzów Klubowych docierając do II rundy.

## Stadion
Miejscem rozgrywania spotkań domowych był otwarty w 1934 roku i przebudowany w 1958 roku stadion przy obecnej ul. Roosevelta 81 mieszczący ok. 35.000 widzów. Jedno spotkanie ligowe (przeciwko Polonii Bytom) odbyło się na Stadionie Śląskim w Chorzowie.
Informacje dotyczące frekwencji według Przeglądu Sportowego (www.wikigornik.pl)

## I Liga

### Tabela
| Poz. | Drużyna            | M  | Punkty | Z           | R           | P           | Bramki | Bramki | Bramki |
| Poz. | Drużyna            | M  | Punkty | Z           | R           | P           | +      | -      | +/-    |
| ---- | ------------------ | -- | ------ | ----------- | ----------- | ----------- | ------ | ------ | ------ |
| 1    | Górnik Zabrze      | 26 | 37     | 16          | 5           | 5           | 44     | 20     | 24     |
| 2    | Zagłębie Sosnowiec | 26 | 34     | brak danych | brak danych | brak danych | 45     | 25     | 20     |
| 3    | Ruch Chorzów       | 26 | 30     | brak danych | brak danych | brak danych | 44     | 30     | 14     |
| 4    | Legia Warszawa     | 26 | 28     | brak danych | brak danych | brak danych | 35     | 22     | 13     |
| 5    | ŁKS Łódź           | 26 | 28     | brak danych | brak danych | brak danych | 29     | 28     | 1      |

    runda wstępna Pucharu Europy Mistrzów Klubowych

### Wyniki spotkań
| Mecz           | Data            | Stadion   | Przeciwnik         | Wynik | Punkty | Strzelcy                                   |
| -------------- | --------------- | --------- | ------------------ | ----- | ------ | ------------------------------------------ |
| Runda jesienna |                 |           |                    |       |        |                                            |
| 1              | 3 sierpnia      | Zabrze    | Legia Warszawa     | 1:4   | 0      | Wilczek                                    |
| 2              | 7 sierpnia      | Kraków    | Cracovia           | 5:2   | 2      | Szołtysik, Wilczek, Musiałek (2), Lubański |
| 3              | 17 sierpnia     | Katowice  | GKS Katowice       | 3:0   | 4      | Szołtysik (2), Kuchta                      |
| 4              | 21 sierpnia     | Chorzów   | Polonia Bytom      | 1:1   | 5      | Lubański                                   |
| 5              | 28 sierpnia     | Wrocław   | Śląsk Wrocław      | 1:0   | 7      | Wilczek                                    |
| 6              | 17 września     | Zabrze    | Zawisza Bydgoszcz  | 2:0   | 9      | Pohl, Wilczek                              |
| 7              | 21 września     | Chorzów   | Ruch Chorzów       | 3:1   | 11     | Lubański (2), Musiałek                     |
| 8              | 24 września     | Zabrze    | Wisła Kraków       | 2:1   | 13     | Lubański (2)                               |
| 9              | 8 października  | Łódź      | ŁKS Łódź           | 0:0   | 14     | -                                          |
| 10             | 30 października | Szczecin  | Pogoń Szczecin     | 0:1   | 14     | -                                          |
| 11             | 13 listopada    | Zabrze    | Szombierki Bytom   | 3:1   | 16     | Lentner, Lubański (2)                      |
| 12             | 19 listopada    | Zabrze    | Stal Rzeszów       | 2:3   | 16     | Lubański, Szołtysik                        |
| 13             | 27 listopada    | Zabrze    | Zagłębie Sosnowiec | 2:0   | 18     | Kuchta, Pohl                               |
| Runda wiosenna |                 |           |                    |       |        |                                            |
| 14             | 12 marca        | Zabrze    | Cracovia           | 1:0   | 20     | Szołtysik                                  |
| 15             | 19 marca        | Warszawa  | Legia Warszawa     | 0:1   | 20     | -                                          |
| 16             | 2 kwietnia      | Zabrze    | GKS Katowice       | 3:0   | 22     | Lubański (2), Musiałek                     |
| 17             | 9 kwietnia      | Bytom     | Polonia Bytom      | 0:0   | 23     | -                                          |
| 18             | 23 kwietnia     | Zabrze    | Śląsk Wrocław      | 1:0   | 25     | Lubański                                   |
| 19             | 3 maja          | Bydgoszcz | Zawisza Bydgoszcz  | 1:0   | 27     | Kubek                                      |
| 20             | 7 maja          | Zabrze    | Ruch Chorzów       | 4:1   | 29     | Lubański, Musiałek, Wilczek, Szołtysik     |
| 21             | 14 maja         | Kraków    | Wisła Kraków       | 0:0   | 30     | -                                          |
| 22             | 25 maja         | Zabrze    | ŁKS Łódź           | 1:0   | 32     | Lubański                                   |
| 23             | 28 maja         | Zabrze    | Pogoń Szczecin     | 3:1   | 34     | Szołtysik (2), Lubański                    |
| 24             | 4 czerwca       | Bytom     | Szombierki Bytom   | 0:1   | 34     | -                                          |
| 25             | 10 czerwca      | Rzeszów   | Stal Rzeszów       | 3:0   | 36     | Lubański (2), Kohut (sam.)                 |
| 26             | 21 czerwca      | Sosnowiec | Zagłębie Sosnowiec | 2:2   | 37     | Lubański, Bazan (sam.)                     |

    zwycięstwo     remis     porażka

## Puchar Polski
Górnik rozpoczął rozgrywki Pucharu Polski od 1/16 finału przegrywając na inaugurację z drużyną Garbarni Kraków i odpadając z turnieju.
| Faza | Data        | Stadion | Przeciwnik       | Wynik | Strzelcy          |
| ---- | ----------- | ------- | ---------------- | ----- | ----------------- |
| 1/16 | 6 listopada | Kraków  | Garbarnia Kraków | 2:3   | Lubański, Lentner |

    porażka

## Puchar Europy Mistrzów Klubowych
Górnik rozpoczął rozgrywki Pucharu Europy Mistrzów Klubowych od I rundy (1/16 finału). Odpadł z rozgrywek w II rundzie (1/8 finału) przegrywając w dwumeczu z CSKA Sofia.
| Faza | Data            | Stadion   | Przeciwnik      | Wynik | Strzelcy            |
| ---- | --------------- | --------- | --------------- | ----- | ------------------- |
| 1/16 | 28 września     | Zabrze    | Vorwärts Berlin | 2:1   | Pohl (2)            |
| 1/16 | 12 października | Berlin    | Vorwärts Berlin | 1:2   | Lubański            |
| 1/16 | 26 października | Budapeszt | Vorwärts Berlin | 3:1   | Lubański (2), Pohl  |
| 1/8  | 23 listopada    | Sofia     | CSKA Sofia      | 0:4   | -                   |
| 1/8  | 7 grudnia       | Zabrze    | CSKA Sofia      | 3:0   | Szołtysik, Pohl (2) |

    zwycięstwo     porażka

## Puchar Intertoto
Górnik rozpoczął rozgrywki letniego Międzynarodowy Puchar Piłkarski pomimo zakwalifikowania się do Pucharu Europy Mistrzów Klubowych. Klub bardzo dopominał się o prawo uczestnictwa w tych rozgrywkach, pomimo że przepisy nie pozwoliły zabrzańskiej drużynie zagrać w ćwierćfinale.
| Data       | Stadion   | Przeciwnik                   | Wynik | Strzelcy                          |
| ---------- | --------- | ---------------------------- | ----- | --------------------------------- |
| 19 czerwca | Chorzów   | AIK Fotboll                  | 3:2   | Szołtysik, Lubański, Lentner      |
| 25 czerwca | Brunszwik | Braunschweiger TSV Eintracht | 4:2   | Lubański (2), Szołtysik, Musiałek |
| 3 lipca    | Jena      | Carl Zeiss Jena              | 5:1   | Czok, Musiałek (3), Wilczek       |
| 9 lipca    | Zabrze    | Carl Zeiss Jena              | 2:0   | Czok, Musiałek                    |
| 17 lipca   | Zabrze    | Braunschweiger TSV Eintracht | 2:4   | Latocha, Musiałek                 |
| 23 lipca   | Sztokholm | AIK Fotboll                  | 1:1   | Wilczek                           |

    zwycięstwo     remis     porażka

## Mecze towarzyskie
| Data                      | Przeciwnik         | Miejsce     | Wynik | Strzelcy                       |
| ------------------------- | ------------------ | ----------- | ----- | ------------------------------ |
| Turniej zimowy w Erywaniu |                    |             |       |                                |
| 14 września               | Baník Ostrawa      | Zabrze      | 4:2   | Lubański, Czok, Dudys, Wilczek |
| 15 lutego                 | Tatabányai Bányász | brak danych | 1:1   | Szołtysik                      |
| 19 lutego                 | Bányász Oroszlány  | Oroszlány   | 2:4   | Latocha, Kuchta                |
| 25 lutego                 | Torpedo Kutaisi    | Kutaisi     | 0:0   | -                              |
| 1 marca                   | Lokomotiwi Tbilisi | Tbilisi     | 2:0   | Lubański, Pohl                 |
| 5 marca                   | Neftçi Baku        | Baku        | 0:0   | -                              |
| 6 kwietnia                | Polska U-21        | Zabrze      | 1:1   | Wilczek                        |

    zwycięstwo     remis     porażka

## Zawodnicy

### Skład
| Zawodnik | Data urodzenia       | W klubie od | Poprzedni klub    | I Liga    | I Liga | Puchar Polski | Puchar Polski | PEMK | PEMK | Puchar Intertoto | Puchar Intertoto | RAZEM | RAZEM | Uwagi                 |
| --- | -------------------- | ----------- | ----------------- | --------- | ------ | ------------- | ------------- | ---- | ---- | ---------------- | ---------------- | ----- | ----- | --------------------- |
| Zawodnik | Data urodzenia       | W klubie od | Poprzedni klub    | Bramkarze |        |               |               |      |      |                  |                  |       |       | Uwagi                 |
| Jan Gomola | 05 sierpnia 1941     | 1964        | Kuźnia Ustroń     | 6         | -      | 1             | -             | 1    | -    | 5                | -                | 13    | 0     |                       |
| Hubert Kostka | 27 maja 1940         | 1961        | Unia Racibórz     | 20        | -      | -             | -             | 1    | -    | 6                | -                | 27    | 0     |                       |
| Obrońcy |                      |             |                   |           |        |               |               |      |      |                  |                  |       |       |                       |
| Henryk Broja | 6 lipca 1940         | 1962        | wychowanek        | -         | -      | -             | -             | -    | -    | 1                | -                | 1     | 0     |                       |
| Stefan Florenski | 17 grudnia 1933      | 1957        | Sośnica Gliwice   | 9         | -      | -             | -             | 1    | -    | 5                | -                | 15    | 0     |                       |
| Rainer Kuchta | 8 lipca 1943         | 1965        | Piast Gliwice     | 25        | 2      | 1             | -             | 2    | -    | 6                | -                | 34    | 2     |                       |
| Stanisław Oślizło | 13 listopada 1937    | 1960        | Górnik Radlin     | 25        | -      | 1             | -             | 2    | -    | 3                | -                | 31    | 0     |                       |
| Waldemar Słomiany | 1 listopada 1943     | 1962        | Wawel Wirek       | -         | -      | -             | -             | -    | -    | 2                | -                | 2     | 0     |                       |
| Piotr Strączek | 23 września 1946     | 1966        | Naprzód Rydułtowy | 6         | -      | 1             | -             | -    | -    | 5                | -                | 12    | 0     |                       |
| Pomocnicy |                      |             |                   |           |        |               |               |      |      |                  |                  |       |       |                       |
| Joachim Czok | 1 kwietnia 1939      | 1962        | Śląsk Wrocław     | 1         | -      | -             | -             | -    | -    | 2                | 2                | 3     | 2     |                       |
| Zygmunt Dudys | 11 marca 1946        | 1964        | Sośnica Gliwice   | 2         | -      | -             | -             | -    | -    | -                | -                | 2     | 0     |                       |
| Norbert Gwosdek | 24 października 1939 | 1962        | wychowanek        | 16        | -      | 1             | -             | -    | -    | -                | -                | 17    | 0     |                       |
| Jan Kowalski | 15 lutego 1937       | 1959        | Pogoń Zabrze      | 13        | -      | 1             | -             | 1    | -    | 2                | -                | 17    | 0     |                       |
| Joachim Kubek | 20 marca 1946        | 1966        | ROW Rybnik        | 9         | 1      | -             | -             | -    | -    | -                | -                | 9     | 1     |                       |
| Henryk Latocha | 8 czerwca 1943       | 1965        | Górnik Lędziny    | 9         | -      | -             | -             | -    | -    | 4                | 1                | 13    | 1     |                       |
| Alfred Olek | 23 lipca 1940        | 1965        | Naprzód Lipiny    | 23        | -      | 1             | -             | 2    | -    | -                | -                | 26    | 0     |                       |
| Zygfryd Szołtysik | 24 października 1942 | 1962        | Zryw Chorzów      | 26        | 8      | 1             | -             | 2    | 1    | 6                | 2                | 35    | 11    |                       |
| Tadeusz Wanat | 9 marca 1949         | 1966        | Ślęza Wrocław     | 10        | -      | -             | -             | -    | -    | -                | -                | 10    | 0     |                       |
| Napastnicy |                      |             |                   |           |        |               |               |      |      |                  |                  |       |       |                       |
| Roman Lentner | 15 grudnia 1937      | 1956        | Czarni Chropaczów | 10        | 1      | 1             | 1             | -    | -    | 6                | 1                | 17    | 3     |                       |
| Włodzimierz Lubański | 28 lutego 1947       | 1963        | GKS Gliwice       | 25        | 18     | 1             | 1             | 2    | 3    | 4                | 3                | 32    | 25    | król strzelców I ligi |
| Jerzy Musiałek | 14 października 1942 | 1961        | GKS Gliwice       | 23        | 5      | -             | -             | 2    | -    | 5                | 6                | 30    | 11    |                       |
| Edward Olszówka | 9 lipca 1937         | 1960        | Naprzód Lipiny    | 13        | -      | -             | -             | 2    | -    | 5                | -                | 20    | 0     |                       |
| Ernest Pohl | 3 listopada 1932     | 1956        | Legia Warszawa    | 17        | 2      | 1             | -             | 2    | 5    | 4                | -                | 24    | 7     |                       |
| Erwin Wilczek | 20 listopada 1940    | 1959        | Zryw Chorzów      | 21        | 5      | 1             | -             | 2    | -    | 6                | 2                | 30    | 7     |                       |
| Liczba rozegranych spotkań nie obejmuje drugiego i trzeciego spotkania z Vorwärts Berlin oraz pierwszego z CSKA Sofia (brak danych) |                      |             |                   |           |        |               |               |      |      |                  |                  |       |       |                       |

### Transfery

#### Przyszli
| Poz | Nazwisko      | Poprzedni klub |
| --- | ------------- | -------------- |
| PO  | Joachim Kubek | ROW Rybnik     |
| PO  | Tadeusz Wanat | Ślęza Wrocław  |

#### Skład podstawowy
| Poz | Zawodnik             | I Liga | Puchar Polski | PEMK | Puchar Intertoto | RAZEM |
| --- | -------------------- | ------ | ------------- | ---- | ---------------- | ----- |
| PO | Zygfryd Szołtysik    | 26     | 1             | 2    | 6                | 35    |
| OB | Rainer Kuchta        | 25     | 1             | 2    | 6                | 34    |
| NA | Włodzimierz Lubański | 25     | 1             | 2    | 3                | 31    |
| OB | Stanisław Oślizło    | 25     | 1             | 2    | 3                | 31    |
| NA | Jerzy Musiałek       | 23     | -             | 2    | 5                | 30    |
| NA | Erwin Wilczek        | 18     | 1             | 2    | 6                | 27    |
| PO | Alfred Olek          | 21     | 1             | 2    | -                | 24    |
| BR | Hubert Kostka        | 20     | -             | 1    | 2                | 23    |
| NA | Edward Olszówka      | 12     | -             | 2    | 5                | 19    |
| NA | Ernest Pohl          | 11     | 1             | 2    | 3                | 17    |
| NA | Roman Lentner        | 10     | 1             | -    | 5                | 16    |
| OB | Stefan Florenski     | 9      | -             | 1    | 5                | 15    |
| NA | Jan Kowalski         | 11     | 1             | 1    | 1                | 14    |
| PO | Norbert Gwosdek      | 12     | 1             | -    | -                | 13    |
| BR | Jan Gomola           | 6      | 1             | 1    | 4                | 12    |
| PO | Henryk Latocha       | 9      | -             | -    | 2                | 11    |
| OB | Piotr Strączek       | 4      | -             | -    | 5                | 9     |
| PO | Tadeusz Wanat        | 9      | -             | -    | -                | 9     |
| PO | Jocahim Kubek        | 7      | -             | -    | -                | 7     |
| PO | Joachim Czok         | 1      | -             | -    | 2                | 3     |
| PO | Zygmunt Dudys        | 2      | -             | -    | -                | 2     |
| OB | Waldemar Słomiany    | -      | -             | -    | 2                | 2     |
| OB | Henryk Broja         | -      | -             | -    | 1                | 1     |
| Liczba rozegranych spotkań nie obejmuje drugiego i trzeciego spotkania z Vorwärts Berlin oraz pierwszego z CSKA Sofia (brak danych) |                      |        |               |      |                  |       |

    podstawowa jedenastka